# Werner Hartenstein (Politiker)
Werner Hartenstein (* 6. Mai 1879 in Saarburg, Reichsland Elsaß-Lothringen; † 11. Februar 1947 im Speziallager Jamlitz) war ein deutscher Verwaltungsjurist. Als Oberbürgermeister von Freiberg veranlasste er im Mai 1945 befehlswidrig die Übergabe der Stadt.

## Leben
Hartenstein besuchte das Königliche Gymnasium Dresden-Neustadt. Danach studierte er Jura und Volkswirtschaft an der Albert-Ludwigs-Universität Freiburg. 1899 wurde er im Corps Suevia Freiburg recipiert. Als Inaktiver wechselte er an die Universität Leipzig, die ihn 1904 zum Dr. iur. promovierte. Anschließend war er am Amtsgericht in Radeberg und am Amtsgericht Pirna tätig. Er wurde Regierungsassessor und Polizeirat. Im Ersten Weltkrieg diente Hartenstein als Hauptmann im Stab des Feldmarschalls August von Mackensen. Nach dem Krieg war Hartenstein vom 1. Oktober 1919 bis 1923 Amtshauptmann der Amtshauptmannschaft Zwickau und danach kurzzeitig stellvertretender Kreishauptmann von Bautzen.
Am 13. Februar 1924 wurde er als konservativer Kandidat mit 25 von 40 Stimmen in der Stadtverordnetenversammlung zum Oberbürgermeister der Stadt Freiberg gewählt. Das Amt trat er am 5. März 1924 an.
Zum 1. Mai 1933 trat Hartenstein in die NSDAP ein (Mitgliedsnummer 2.415.513). Mit einer Rede am 21. März 1933 hatte sich Hartenstein als Oberbürgermeister bedingungslos hinter die völkisch-nationalistischen Ziele der NSDAP gestellt. Ohne Not proklamierte er dabei die Ausschließung und gewaltsame Verfolgung aller politischen Gegner und jener, die „keine Deutschen sind, die kein Gefühl haben für den Geist, der ein Volk ausmacht, die kein Vaterland kennen wollen.“ Durch Dokumente und Zeugnissen Betroffener lässt sich nachweisen, dass Hartenstein keineswegs nur ein harmloser Mitläufer der NSDAP, wie lange behauptet wurde. Durchsetzungsstark und ohne Zögern war er an der „Säuberung“ des öffentlichen Diensts maßgeblich beteiligt, agierte aktiv bei der „Entjudung“ Freibergs und verfolgte mit antisemitischen Schreiben vertriebene Juden noch Jahre später. Hartenstein betrieb den Einsatz von Zwangsarbeitern, Kriegsgefangenen und schließlich auch von KZ-Häftlingen in Freiberg.
Als Anfang Mai 1945 die Rote Armee vor den Toren Freibergs stand, widersetzte sich Hartenstein dem Verteidigungsbefehl und verweigerte den Einsatz des Volkssturms. Am 7. Mai 1945 ließ er auf dem Petriturm eine weiße Fahne hissen. Hartenstein blieb zunächst im Amt. Am 2. Juni 1945 wurde er als ehemaliges NSDAP-Mitglied aus seiner Funktion entlassen. Anfang August 1945 verhaftete ihn die Geheimpolizei des NKWD und inhaftierte ihn im Gefängnis in Freiberg. Mitte September 1945 wurde er mit etwa 30 weiteren Gefangenen in das Speziallager Nr. 4 Bautzen deportiert. Ein Jahr später kam Hartenstein schließlich in das Speziallager Jamlitz, wo er im 68. Lebensjahr starb.

## Ehrungen

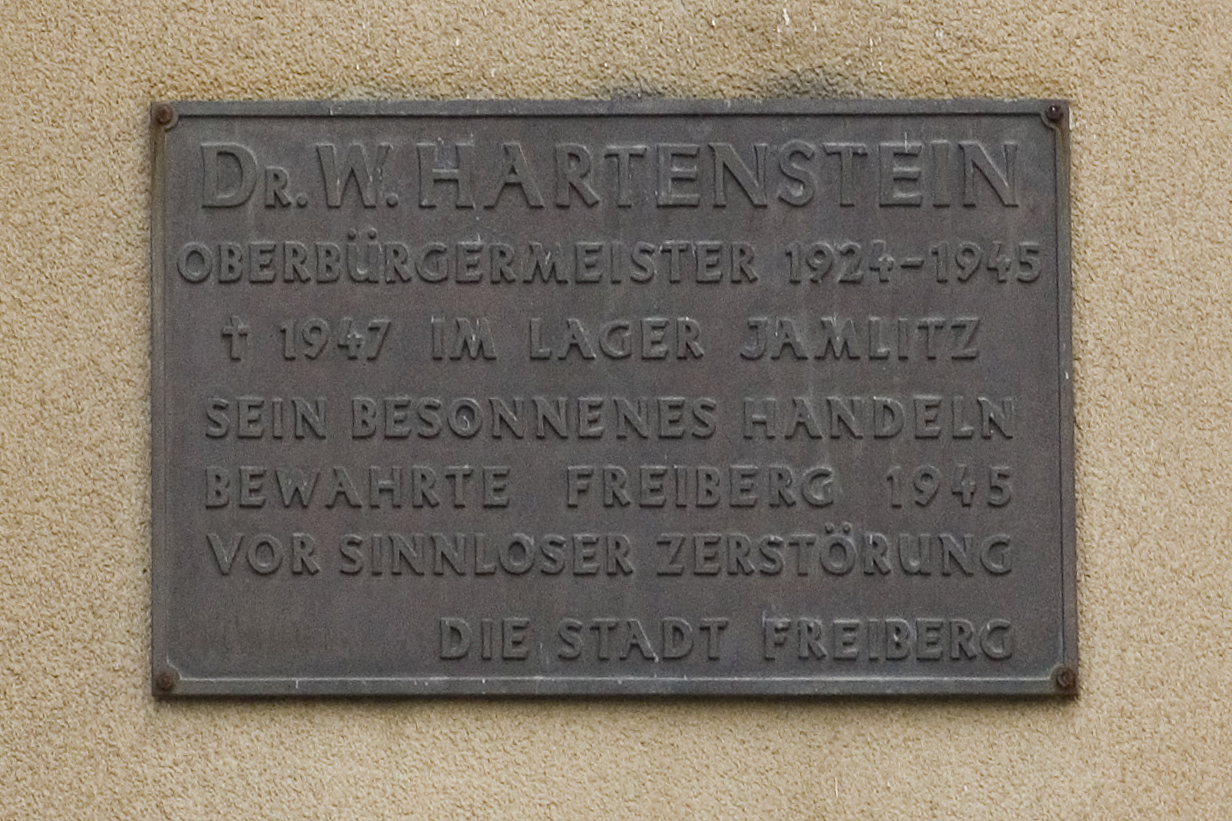
Gedenktafel für Werner Hartenstein

Am 7. Februar 1995 brachte die Stadt Freiberg an seiner Dienstwohnung in der Beethovenstraße eine ehrende Gedenktafel an. Im September 2009 hielt Freibergs Baubürgermeister Holger Reuter in der Gedenkstätte Jamlitz eine Gedenkrede zu Ehren Hartensteins. Bereits 1931 war Hartenstein zum Ehrensenator der TH Dresden ernannt worden.

## Varia
Werner Hartenstein hat als Oberbürgermeister entgegen der NS-Befehle Freiberg 1945 kampflos übergeben und damit seine Stadt vor der Zerstörung gerettet. Kurze Zeit später kam er nach Internierung in einem Speziallager ums Leben. Dieses Schicksal teilt er beispielsweise mit den Oberbürgermeistern von Wurzen, Armin Graebert, und von Stendal, Karl Wernecke – sie hatten ebenfalls ihre Städte kampflos übergeben.

## Werke
- Die Bewahrung der Stadt Freiberg vor der Zerstörung beim Einmarsch der Russen am 7. Mai 1945. Niederschrift 1945, abgedruckt in: Mitteilungen des Freiberger Altertumsvereins. Band 72, 1992, S. 108–117